# Ekaterina Glazyrina
Ekaterina Ivanovna Glazyrina (in russo Екатерина Ивановна Глазырина?; Čajkovskij, 22 aprile 1987) è un'ex biatleta russa.

## Biografia
Ekaterina Glazyrina, attiva dalla stagione 2006-2007, in Coppa del Mondo ha esordito il 4 febbraio 2011 a Presque Isle in sprint (38ª), ha ottenuto il primo podio il 21 gennaio 2012 ad Anterselva in staffetta (3ª), il miglior risultato individuale il 29 novembre 2012 a Östersund in sprint (3ª) e l'ultimo podio il 20 gennaio 2013 ad Anterselva in staffetta (2ª); ai Mondiali di Nové Město na Moravě 2013, suo esordio iridato, si è classificata 7ª nell'individuale, 27ª nella sprint, 5ª nell'inseguimento, 21ª nella partenza in linea e 4ª nella staffetta
In seguito alle inchieste sul doping di Stato in Russia è stata coinvolta nei procedimenti aperti dall'agenzia mondiale antidoping, venendo provvisoriamente sospesa dall'IBU dal 10 febbraio 2017; dopo le conseguenti indagini effettuate dalla commissione antidoping della federazione internazionale è stata sanzionata con la squalifica per due anni retroattiva dal giorno della sua sospensione e la cancellazione di tutti i risultati ottenuti a partire dal 19 dicembre 2013 fino al giorno della sospensione, compresi quelli ottenuti ai XXII Giochi olimpici invernali di Soči 2014, sua unica presenza olimpica (dove aveva gareggiato nell'individuale), ai Mondiali di Kontiolahti 2015, sua ultima presenza iridata, e in Coppa del Mondo, dove aveva preso per l'ultima volta il via il 22 gennaio 2017 ad Anterselva in staffetta. Successivamente alla sentenza aveva presentato un ricorso al Tribunale Arbitrale dello Sport, che però ha ritirato lei stessa pochi giorni dopo accettando quindi quanto sancito dall'IBU.
Scontata la squalifica è tornata alle gare, senza più competere nelle manifestazioni maggiori, fino alla stagione 2019-2020: l'ultima gara della sua carriera è stata la partenza in linea di IBU Cup disputata a Minsk il 6 marzo, chiusa dalla Glazyrina al 22º posto, poiché nel settembre del 2020 è stata nuovamente sospesa dall'IBU per doping, relativamente alle violazioni già emerse nel 2013, ed è stata squalificata per un ulteriore anno; da allora non è più tornata alle competizioni.

## Palmarès

### Europei
- 2 medaglie:
  - 2 bronzi (staffetta a Otepää 2010; staffetta a Val Ridanna 2011)

### Coppa del Mondo
- Miglior piazzamento in classifica generale: 22ª nel 2013
- 5 podi (1 individuali, 4 a squadre):
  - 2 secondi posti (a squadre)
  - 3 terzi posti (1 individuale, 2 a squadre)